# Gattinara riserva
Le Gattinara riserva est un vin rouge sec italien de la région Piémont doté d'une appellation DOCG depuis le 20 octobre 1990. 
Seuls ont droit à la DOCG les vins rouges récoltés à l'intérieur de l'aire de production définie par le décret.

## Aire de production
Les vignobles autorisés se situent en province de Verceil dans la commune de Gattinara. Les 103,64 hectares délimités sont en production.
Les vignobles se situent sur les pentes qui surplombent les deux rives du cours d'eau de la Sesia.
Vieillissement minimum légal : 4 ans, dont au moins 24 mois en fût de chêne ainsi que 6 mois en bouteille.
Le vin rouge du type Gattinara riserva répond à un cahier des charges plus exigeant que le Gattinara, essentiellement en relation avec le vieillissement.

## Caractéristiques organoleptiques
- couleur : rouge grenat avec des reflets orangés, qui s’atténuent avec le temps.
- odeur :  caractéristique, intense, qui s’affine avec le vieillissement, arômes de violette.
- saveur :  sec et plein, velouté avec un agréable fond légèrement amer.

Le Gattinara riserva se déguste à une température comprise entre 16 et 18 °C et il se gardera de 4 à 10 ans.

## Association de plats conseillée
Rôtis de viandes blanches et rouges, grillades, gibier à plume ou à poil, fromages à pâte pressée.

## Production
Province, saison, volume en hectolitres :
- pas de données disponible